# Myelaphus lobicornis
Myelaphus lobicornis är en tvåvingeart som först beskrevs av Osten Sacken 1877.  Myelaphus lobicornis ingår i släktet Myelaphus och familjen rovflugor. Inga underarter finns listade i Catalogue of Life.